# Bounding Bertie's Bungalow
Bounding Bertie's Bungalow è un cortometraggio muto del 1913 diretto da Hay Plumb.

## Trama
Un vagabondo affitta un bungalow in riva al fiume mentre il proprietario è assente.

## Produzione
Il film fu prodotto dalla Hepworth.

## Distribuzione
Distribuito dalla Hepworth, il film - un cortometraggio di 152 metri - uscì nelle sale cinematografiche britanniche nel giugno 1913.
Fu distrutto nel 1924 dallo stesso produttore, Cecil M. Hepworth. Fallito, in gravissime difficoltà finanziarie, Hepworth pensò in questo modo di poter almeno recuperare il nitrato d'argento della pellicola.